# Marktredwitz
Marktredwitz är en stad i Landkreis Wunsiedel im Fichtelgebirge i Regierungsbezirk Oberfranken i förbundslandet Bayern i Tyskland. Staden har cirka 17 000 invånare och ligger nära gränsen till Tjeckien och nära till Cheb.

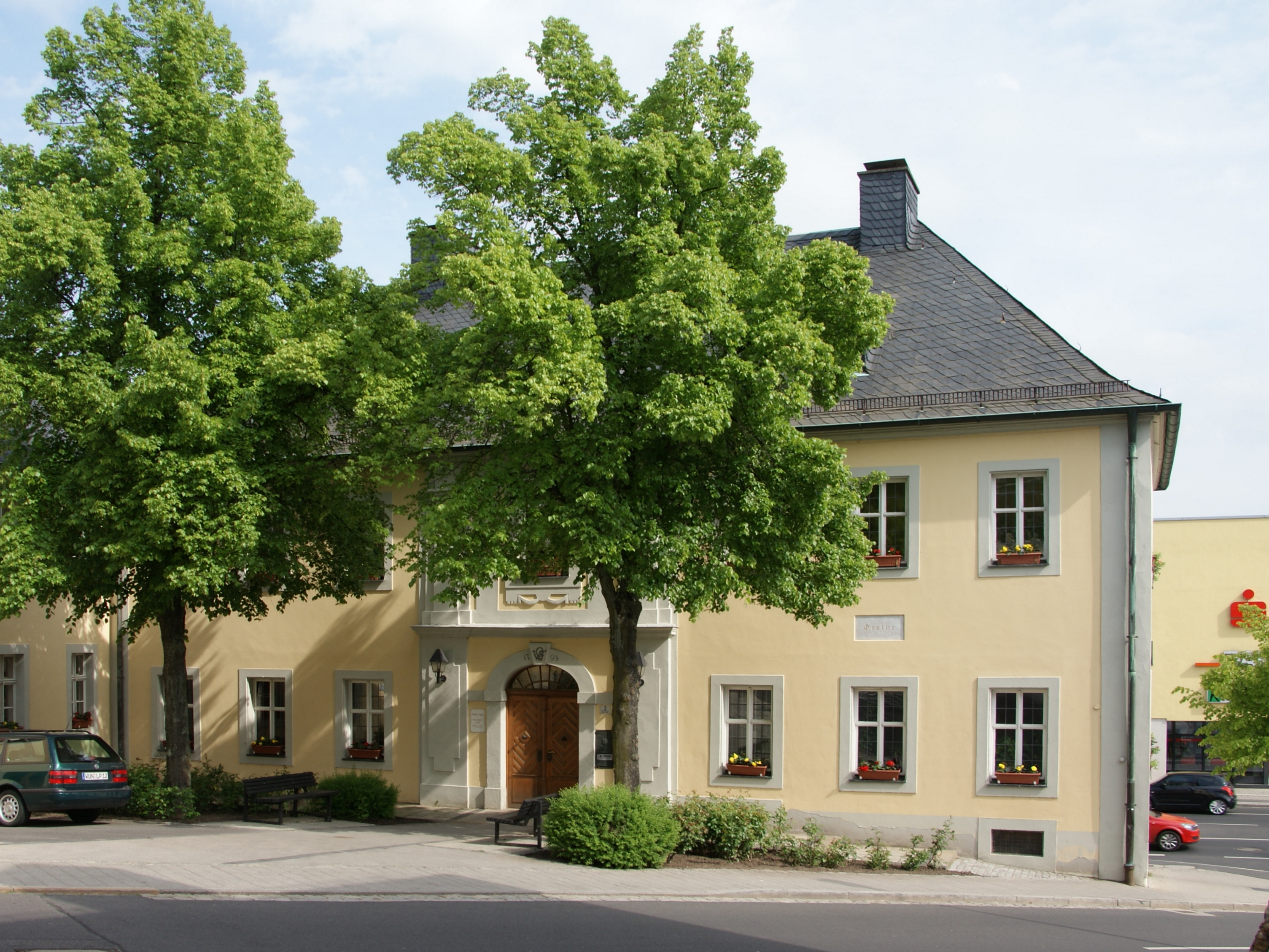
Stadshuset

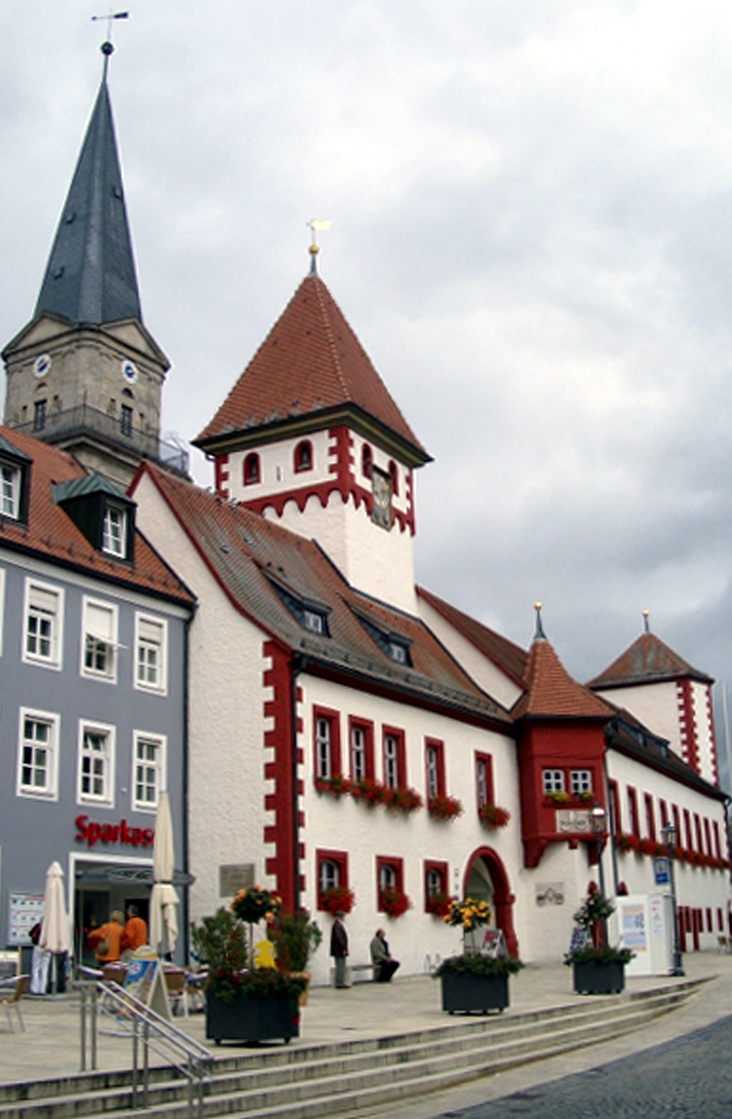
Den äldre delen i Marktredwitz och kyrkan